# Mirosternus euceras
Mirosternus euceras là một loài bọ cánh cứng thuộc chi Mirosternus trong họ Ptinidae.